# Neoeutrypanus incertus
Neoeutrypanus incertus är en skalbaggsart som först beskrevs av Bates 1864.  Neoeutrypanus incertus ingår i släktet Neoeutrypanus och familjen långhorningar. Inga underarter finns listade i Catalogue of Life.